# Nicolás Pareja
Nicolás Martín Pareja, född 19 januari 1984 i Buenos Aires, är en argentinsk fotbollsspelare (försvarare). Han har tidigare spelat för bland annat Argentinos Juniors, RSC Anderlecht och RCD Espanyol.

## Klubbkarriär
Pareja debuterade för Spartak Moskva den 21 augusti 2010 i en 4–2-vinst över Tom Tomsk. 
I augusti 2016 förlängde Pareja sitt kontrakt med Sevilla fram över juni 2019.

## Landslagskarriär
Pareja var med i Argentinas OS-lag som vann guld vid olympiska sommarspelen 2008. Hans debut i seniorlandslaget kom den 17 november 2010 i en 1–0-vinst över Brasilien.